# Гейкі Набі
Гейкі Набі (ест. Heiki Nabi, 6 червня 1985) — естонський борець, срібний олімпійський медаліст, дворазовий чемпіон світу.

## Спортивні результати на міжнародних змаганнях

### Виступи на Олімпіадах
| Змагання                    | Збірна  | Вагова категорія                  | Місце  |
| --------------------------- | ------- | --------------------------------- | ------ |
| Літні Олімпійські ігри 2012 | Естонія | греко-римська боротьба, до 120 кг | Срібло |
| Літні Олімпійські ігри 2016 | Естонія | греко-римська боротьба, до 130 кг | 5      |

### Виступи на Чемпіонатах світу
| Змагання                        | Збірна  | Вагова категорія                  | Місце  |
| ------------------------------- | ------- | --------------------------------- | ------ |
| Чемпіонат світу з боротьби 2006 | Естонія | греко-римська боротьба, до 96 кг  | Золото |
| Чемпіонат світу з боротьби 2007 | Естонія | греко-римська боротьба, до 96 кг  | 24     |
| Чемпіонат світу з боротьби 2009 | Естонія | греко-римська боротьба, до 96 кг  | 11     |
| Чемпіонат світу з боротьби 2010 | Естонія | греко-римська боротьба, до 120 кг | 14     |
| Чемпіонат світу з боротьби 2011 | Естонія | греко-римська боротьба, до 120 кг | 27     |
| Чемпіонат світу з боротьби 2013 | Естонія | греко-римська боротьба, до 120 кг | Золото |
| Чемпіонат світу з боротьби 2014 | Естонія | греко-римська боротьба, до 130 кг | Бронза |
| Чемпіонат світу з боротьби 2015 | Естонія | греко-римська боротьба, до 130 кг | 8      |
| Чемпіонат світу з боротьби 2017 | Естонія | греко-римська боротьба, до 130 кг | Срібло |

### Виступи на Чемпіонатах Європи
| Змагання                         | Збірна  | Вагова категорія                  | Місце |
| -------------------------------- | ------- | --------------------------------- | ----- |
| Чемпіонат Європи з боротьби 2005 | Естонія | греко-римська боротьба, до 120 кг | 17    |
| Чемпіонат Європи з боротьби 2006 | Естонія | греко-римська боротьба, до 96 кг  | 9     |
| Чемпіонат Європи з боротьби 2007 | Естонія | греко-римська боротьба, до 96 кг  | 5     |
| Чемпіонат Європи з боротьби 2008 | Естонія | греко-римська боротьба, до 96 кг  | 5     |
| Чемпіонат Європи з боротьби 2009 | Естонія | греко-римська боротьба, до 96 кг  | 7     |
| Чемпіонат Європи з боротьби 2010 | Естонія | греко-римська боротьба, до 120 кг | 14    |
| Чемпіонат Європи з боротьби 2011 | Естонія | греко-римська боротьба, до 120 кг | 5     |
| Чемпіонат Європи з боротьби 2012 | Естонія | греко-римська боротьба, до 120 кг | 16    |
| Чемпіонат Європи з боротьби 2013 | Естонія | греко-римська боротьба, до 120 кг | 14    |
| Чемпіонат Європи з боротьби 2014 | Естонія | греко-римська боротьба, до 130 кг | 11    |
| Чемпіонат Європи з боротьби 2016 | Естонія | греко-римська боротьба, до 130 кг | 10    |
| Чемпіонат Європи з боротьби 2017 | Естонія | греко-римська боротьба, до 130 кг | 14    |

### Виступи на Європейських іграх
| Змагання              | Збірна  | Вагова категорія                  | Місце  |
| --------------------- | ------- | --------------------------------- | ------ |
| Європейські ігри 2015 | Естонія | греко-римська боротьба, до 130 кг | Бронза |

### Виступи на інших змаганнях
| Змагання                                                         | Збірна  | Вагова категорія                  | Місце  |
| ---------------------------------------------------------------- | ------- | --------------------------------- | ------ |
| Чемпіонат світу з боротьби серед студентів 2005                  | Естонія | греко-римська боротьба, до 96 кг  | Бронза |
| Чемпіонат світу з боротьби серед студентів 2006                  | Естонія | греко-римська боротьба, до 96 кг  | Бронза |
| Північний чемпіонат з боротьби 2007                              | Естонія | греко-римська боротьба, до 120 кг | Срібло |
| Олімпійський кваліфікаційний турнір з боротьби 2008 (Роме-Остія) | Естонія | греко-римська боротьба, до 96 кг  | 20     |
| Олімпійський кваліфікаційний турнір з боротьби 2008 (Новий Сад)  | Естонія | греко-римська боротьба, до 96 кг  | 8      |
| Гран-прі Німеччини з боротьби 2009                               | Естонія | греко-римська боротьба, до 96 кг  | Бронза |
| Золотий Гран-прі з боротьби 2009                                 | Естонія | греко-римська боротьба, до 96 кг  | 5      |
| Північний чемпіонат з боротьби 2009                              | Естонія | греко-римська боротьба, до 96 кг  | Золото |
| Гран-прі Німеччини з боротьби 2010                               | Естонія | греко-римська боротьба, до 120 кг | Бронза |
| Турнір Вехбі Емре 2011                                           | Естонія | греко-римська боротьба, до 120 кг | Бронза |
| Золотий Гран-прі з боротьби 2011 (Сомбатгей)                     | Естонія | греко-римська боротьба, до 120 кг | 7      |
| Північний чемпіонат з боротьби 2011                              | Естонія | греко-римська боротьба, до 120 кг | Золото |
| Золотий Гран-прі з боротьби 2011 (Баку)                          | Естонія | греко-римська боротьба, до 120 кг | 5      |
| Кубок Владислава Питласинські 2011                               | Естонія | греко-римська боротьба, до 120 кг | 17     |
| Меморіал Кристьяна Палусалу 2011                                 | Естонія | греко-римська боротьба, до 120 кг | Срібло |
| Кубок Вантаа з боротьби 2011                                     | Естонія | греко-римська боротьба, до 120 кг | Бронза |
| Тестовий турнір FILA 2011                                        | Естонія | греко-римська боротьба, до 120 кг | 9      |
| Золотий Гран-прі з боротьби 2012 (Сомбатгей)                     | Естонія | греко-римська боротьба, до 120 кг | Золото |
| Олімпійський кваліфікаційний турнір з боротьби 2012 (Софія)      | Естонія | греко-римська боротьба, до 120 кг | 10     |
| Олімпійський кваліфікаційний турнір з боротьби 2012 (Тайюань)    | Естонія | греко-римська боротьба, до 120 кг | Золото |
| Кубок Азовмаша 2012                                              | Естонія | греко-римська боротьба, до 120 кг | Золото |
| Гран-прі Німеччини з боротьби 2012                               | Естонія | греко-римська боротьба, до 120 кг | Золото |
| Золотий Гран-прі з боротьби 2012 (Баку)                          | Естонія | греко-римська боротьба, до 120 кг | 12     |
| Меморіал Кристьяна Палусалу 2012                                 | Естонія | греко-римська боротьба, до 120 кг | Бронза |
| Турнір Дана Колова — Николи Петрова 2013                         | Естонія | греко-римська боротьба, до 120 кг | Бронза |
| Кубок Владислава Пітласинські 2013                               | Естонія | греко-римська боротьба, до 120 кг | 15     |
| Турнір Дана Колова — Николи Петрова 2014                         | Естонія | греко-римська боротьба, до 130 кг | 9      |
| Відкритий чемпіонат Стокгольма з боротьби 2014                   | Естонія | греко-римська боротьба, до 130 кг | Срібло |
| Гран-прі Німеччини з боротьби 2014                               | Естонія | греко-римська боротьба, до 130 кг | 9      |
| Кубок Владислава Пітласинські 2014                               | Естонія | греко-римська боротьба, до 130 кг | 9      |
| Золотий Гран-прі з боротьби 2014 (Баку)                          | Естонія | греко-римська боротьба, до 130 кг | Бронза |
| Чемпіонат світу з боротьби серед військовослужбовців 2014        | Естонія | греко-римська боротьба, до 130 кг | Бронза |
| Меморіал Кристьяна Палусалу 2014                                 | Естонія | греко-римська боротьба, до 130 кг | Золото |
| Гран-прі FILA 2015                                               | Естонія | греко-римська боротьба, до 130 кг | Бронза |
| Турнір Вехбі Емре і Гаміта Каплана 2015                          | Естонія | греко-римська боротьба, до 130 кг | 11     |
| Північний чемпіонат з боротьби 2015                              | Естонія | греко-римська боротьба, до 130 кг | Срібло |
| Кубок Владислава Пітласинські 2015                               | Естонія | греко-римська боротьба, до 130 кг | 8      |
| Всесвітні ігри військовослужбовців 2015                          | Естонія | греко-римська боротьба, до 130 кг | Золото |
| Золотий Гран-прі з боротьби 2015                                 | Естонія | греко-римська боротьба, до 130 кг | 5      |
| Олімпійський кваліфікаційний турнір з боротьби 2016 (Зренянин)   | Естонія | греко-римська боротьба, до 130 кг | Золото |
| Північний чемпіонат з боротьби 2016                              | Естонія | греко-римська боротьба, до 130 кг | Золото |
| Чемпіонат світу з боротьби серед військовослужбовців 2016        | Естонія | греко-римська боротьба, до 130 кг | Золото |
| Cerro Pelado International 2017                                  | Естонія | греко-римська боротьба, до 130 кг | Бронза |
| Гран-прі Угорщини з боротьби 2017                                | Естонія | греко-римська боротьба, до 130 кг | 5      |
| Чемпіонат світу з боротьби серед військовослужбовців 2017        | Естонія | греко-римська боротьба, до 130 кг | Бронза |

### Виступи на змаганнях молодших вікових груп
| Змагання                                          | Збірна  | Вагова категорія                  | Місце  |
| ------------------------------------------------- | ------- | --------------------------------- | ------ |
| Північний чемпіонат з боротьби серед кадетів 2002 | Естонія | греко-римська боротьба, до 100 кг | Бронза |
| Чемпіонат Європи з боротьби серед кадетів 2002    | Естонія | вільна боротьба, до 100 кг        | 16     |
| Північний чемпіонат з боротьби серед юніорів 2003 | Естонія | греко-римська боротьба, до 96 кг  | Срібло |
| Північний чемпіонат з боротьби серед юніорів 2004 | Естонія | греко-римська боротьба, до 96 кг  | Срібло |
| Чемпіонат Європи з боротьби серед юніорів 2004    | Естонія | греко-римська боротьба, до 96 кг  | 4      |
| Північний чемпіонат з боротьби серед юніорів 2005 | Естонія | греко-римська боротьба, до 120 кг | Срібло |
| Чемпіонат світу з боротьби серед юніорів 2005     | Естонія | греко-римська боротьба, до 96 кг  | 5      |